# Ride - Ricomincio da me
Ride - Ricomincio da me (Ride) è un film del 2014 scritto e diretto da Helen Hunt.

## Trama
Il diciottenne Angelo decide di lasciare la scuola e di recarsi a Venice, in California, per intraprendere una carriera da surfista; sua madre Jackie decide allora di abbandonare New York e di fare altrettanto, per restargli accanto. Jackie inizia così a prendere lezioni di surf da Ian, istruttore che le fa vedere il mondo in maniera differente.

## Distribuzione
Negli Stati Uniti la pellicola è stata proiettata in anteprima all'American Film Market l'8 novembre 2014, e poi in distribuzione limitata a partire dal 1º maggio 2015 da Screen Media Films; in Italia la pellicola è stata trasmessa direttamente in televisione da Mediaset sul canale Premium Cinema, il 26 giugno 2015.

### Edizione italiana
L'edizione italiana di Ride - Ricomincio da me è stata curata da Letizia Pini per Mediaset, mentre il doppiaggio è stato eseguito a Roma da La BiBi.it; la sonorizzazione è sempre stata a cura di quest'ultima azienda ed eseguita presso N.C.. I dialoghi italiani sono di Marco Bardella, mentre la direzione del doppiaggio di Guido Micheli; il fonico di missaggio è Riccardo Canino.